# Tsyrkouny
Tsyrkouny (en ukrainien : Циркуни) est un village situé dans le raïon de Kharkiv, lui-même situé dans l’oblast éponyme, en Ukraine.

## Historique
Lors de l’invasion de l’Ukraine par la Russie en 2022, le village passe sous occupation russe avant d’être repris par les forces ukrainiennes.

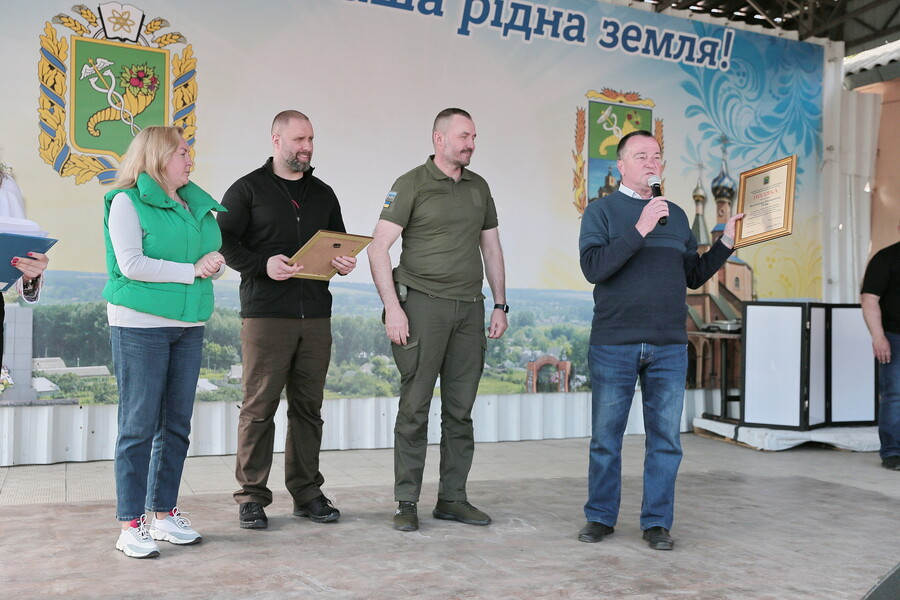
Cérémonie de des-occupation le 5 mai 2023 avec Olena Havrylko, chef du Département des relations foncières et de l'architecture de l'administration militaire rurale de Tsyrkouny, Oleh Syniehoubov, chef de l'administration militaire rurale de la région de Kharkiv, inconnu, Mykola Sikalenko, chef de l'administration militaire rurale de Tsyrkouny, en partant de la gauche.